# Douglas Walton
John Douglas Duder, cunoscut ca  Douglas Walton   (n. 16 octombrie 1910, Toronto, Ontario, Canada – d. 15 noiembrie 1961, New York City, New York, SUA), a fost un actor canadian. A jucat în filme americane în anii 1930 și anii 1940. A apărut în 60 de filme între 1931 și 1950.

## Filmografie
| An   | Titlu                                | Rol                          | Note                               |
| ---- | ------------------------------------ | ---------------------------- | ---------------------------------- |
| 1931 | Body and Soul                        |                              | nemenționat                        |
| 1931 | Always Goodbye                       | Party Gossip                 | nemenționat                        |
| 1931 | Over the Hill                        | Stephen                      |                                    |
| 1931 | Dr. Jekyll and Mr. Hyde              | Blond Student                | nemenționat                        |
| 1932 | Scarface                             | Cesca's Boyfriend            | nemenționat                        |
| 1933 | Cavalcade                            | Soldier Friend of Joe        | nemenționat                        |
| 1933 | The Secret of Madame Blanche         | Leonard Junior               |                                    |
| 1933 | Looking Forward                      | Willie Benton                |                                    |
| 1934 | Madame Spy                           | Karl                         |                                    |
| 1934 | The Lost Patrol                      | Pearson                      |                                    |
| 1934 | Murder in Trinidad                   | Gregory Bronson              |                                    |
| 1934 | Shock                                | Gilroy Hayworth              |                                    |
| 1934 | The Count of Monte Cristo            | Albert                       |                                    |
| 1934 | Charlie Chan in London               | Hugh Gray                    |                                    |
| 1935 | Captain Hurricane                    | Jimmy Howell                 |                                    |
| 1935 | The Bride of Frankenstein            | Percy Bysshe Shelley         |                                    |
| 1935 | The Dark Angel                       | Roulston                     | nemenționat                        |
| 1935 | Mutiny on the Bounty                 | Stewart                      |                                    |
| 1935 | Hitch Hike Lady                      | Alfred Bosworth Blake        | nemenționat                        |
| 1936 | The Garden Murder Case               | Floyd Garden                 |                                    |
| 1936 | I Conquer the Sea!                   | Leonard Ashley               |                                    |
| 1936 | Mary of Scotland                     | Lord Darnley                 |                                    |
| 1936 | Thank You, Jeeves!                   | Edward McDermott             |                                    |
| 1936 | Camille                              | Henri                        | nemenționat                        |
| 1937 | Damaged Goods                        | George Dupont                |                                    |
| 1937 | Flight from Glory                    | Garth Hilton                 |                                    |
| 1937 | Nation Aflame                        | Tommy Franklin               |                                    |
| 1937 | Wallaby Jim of the Islands           | Norman Brooks                |                                    |
| 1938 | Storm Over Bengal                    | Terry                        |                                    |
| 1939 | Pacific Liner                        | Engineering Officer Bates    | nemenționat                        |
| 1939 | The Story of Vernon and Irene Castle | Student Pilot                |                                    |
| 1939 | The Sun Never Sets                   | Carpenter                    |                                    |
| 1939 | Bad Lands                            | Bob Mulford                  |                                    |
| 1939 | Raffles                              | Bunny                        |                                    |
| 1940 | Northwest Passage                    | Lieutenant Avery             |                                    |
| 1940 | Too Many Girls                       | Beverly Waverly              |                                    |
| 1940 | The Long Voyage Home                 | Second Mate                  |                                    |
| 1940 | The Letter                           | Well Wisher                  | nemenționat                        |
| 1941 | Singapore Woman                      | Roy Bennett                  |                                    |
| 1941 | One Night in Lisbon                  | Frank                        | nemenționat                        |
| 1941 | Hurry, Charlie, Hurry                | Michael Prescott             |                                    |
| 1942 | Jesse James, Jr.                     | Archie McDonald              |                                    |
| 1942 | Desperate Journey                    | British Officer Playing Dice | nemenționat                        |
| 1944 | Murder, My Sweet                     | Lindsay Marriott             |                                    |
| 1945 | Bring On the Girls                   | Edgar                        | nemenționat                        |
| 1945 | The Picture of Dorian Gray           | Allen Campbell               |                                    |
| 1945 | Kitty                                | Philip                       | nemenționat                        |
| 1946 | Our Hearts Were Growing Up           | Terence Marlowe              | nemenționat                        |
| 1946 | Cloak and Dagger                     | British Pilot                | nemenționat                        |
| 1946 | Dick Tracy vs. Cueball               | Percival Priceless           |                                    |
| 1947 | High Conquest                        | Hugo Bunning as a Young man  |                                    |
| 1947 | High Tide                            | Clinton Vaughn               |                                    |
| 1947 | Green Dolphin Street                 | Sir Charles Maloney          | nemenționat                        |
| 1947 | Forever Amber                        | Fop                          | nemenționat                        |
| 1948 | Hills of Home                        | Minister                     | nemenționat                        |
| 1948 | Command Decision                     | Englishman on Loudspeaker    | Voice, nemenționat                 |
| 1948 | Trouble Preferred                    | Slippy Patterson, Pickpocket | nemenționat                        |
| 1949 | The Secret of St. Ives               | Allan St. Ives               |                                    |
| 1949 | Calamity Jane and Sam Bass           | Bookmaker                    | nemenționat                        |
| 1950 | Three Came Home                      | Australian POW               | nemenționat, (ultimul rol de film) |